# دوغلاس مارادونا كامبوس دانغي
دوغلاس مارادونا كامبوس دانغي (بالبرتغالية: Douglas Maradona Campos Dangui‏) (28 يونيو 1990 في ساو باولو في البرازيل – )؛ هو لاعب كرة قدم كان يلعب كمهاجم.

## وصلات خارجية
- دوغلاس مارادونا كامبوس دانغي على موقع رابطة كرة القدم اليابانية للمحترفين (اليابانية)
- دوغلاس مارادونا كامبوس دانغي على موقع قاعدة بيانات كرة القدم.إي يو (الإنجليزية)
- دوغلاس مارادونا كامبوس دانغي على موقع Soccerway.com (الإنجليزية)
- دوغلاس مارادونا كامبوس دانغي على موقع عالم كرة القدم.نت (الإنجليزية)